# Byasa plutonius
Byasa plutonius es una especie de mariposas de la familia de los papiliónidos.